# Claudio Villa
Claudio Villa, właśc. Claudio Pica (ur. 1 stycznia 1926 w Rzymie, zm. 7 lutego 1987 w Padwie) - włoski tenor, czterokrotny zwycięzca Festiwalu Piosenki Włoskiej w San Remo (1955, 1957, 1962, 1967), zwycięzca Festiwalu Piosenki Neapolitańskiej (1963), dwukrotny reprezentant Włoch podczas Konkursu Piosenki Eurowizji (w 1962 i 1967 roku).

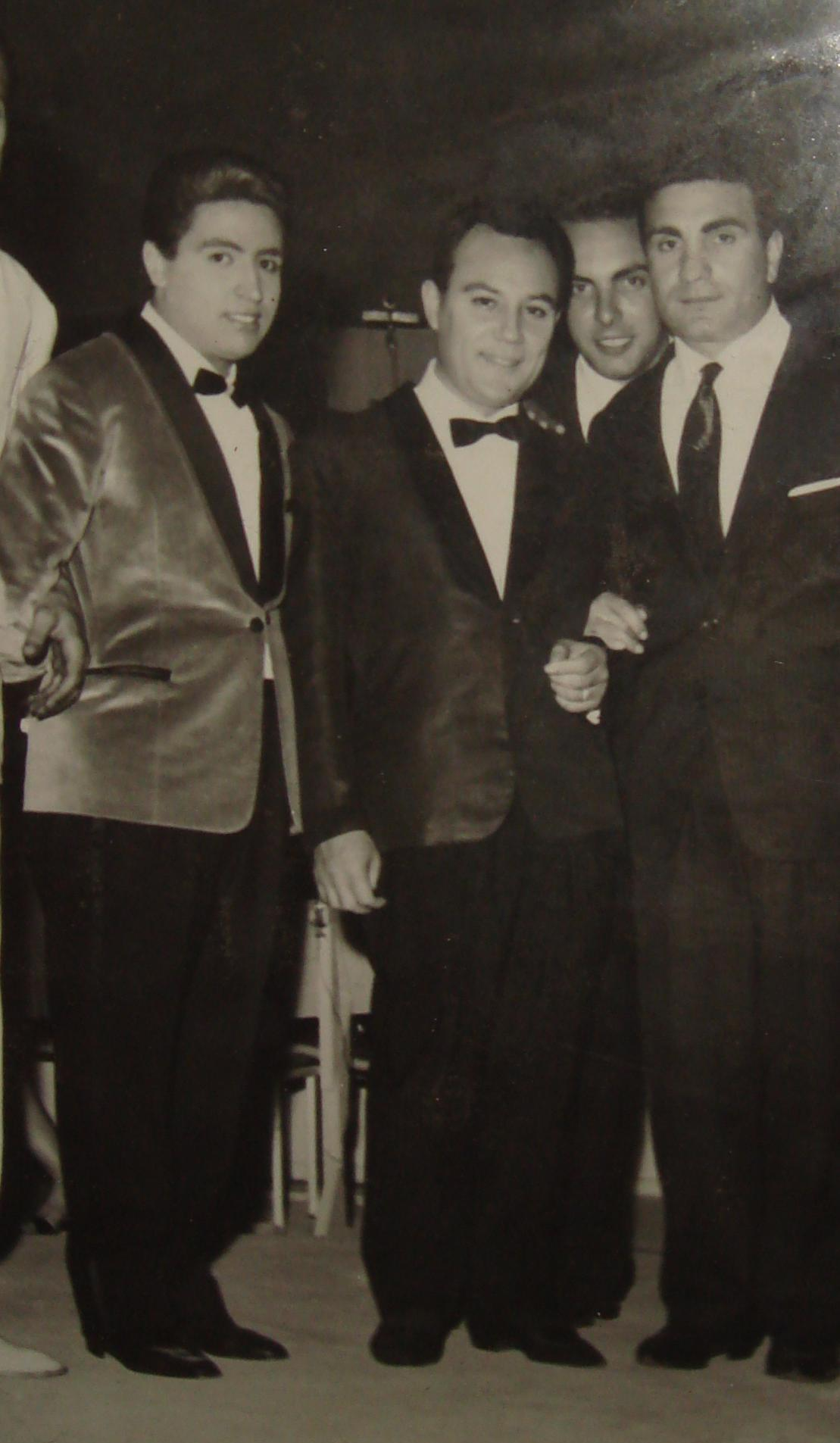
Villa i Mario Trevi w 1962 roku

## Życiorys
Był jednym z najbardziej popularnych piosenkarzy włoskich w latach 60. Stał się sławny w 1955 roku, gdy wygrał Festiwal Piosenki Włoskiej w San Remo; festiwal ten podczas swojej kariery wygrywał jeszcze trzykrotnie: w 1957, 1962 i 1967 roku. Dwukrotnie reprezentował Włochy w Konkursie Eurowizji (1962 i 1967). Nagrał ponad 3000 piosenek, sprzedał ok. 45 milionów płyt na całym świecie i wystąpił w 25 filmach muzycznych. Zmarł na atak serca w trakcie Festiwalu w San Remo w 1987 roku.

## Życie prywatne
Z pierwszą żoną, Noemi Garafolo, miał córkę i syna, a z drugą, młodszą o 31 lat Patrizią - dwie córki.